# Noturus munitus
Noturus munitus är en fiskart som beskrevs av Royal D. Suttkus och Taylor, 1965. Noturus munitus ingår i släktet Noturus och familjen Ictaluridae. IUCN kategoriserar arten globalt som nära hotad. Inga underarter finns listade i Catalogue of Life.